# Igreja do Sagrado Coração de Jesus (Belo Horizonte)
A Igreja do Sagrado Coração de Jesus é um templo Católico Siríaco localizado em Belo Horizonte, Minas Gerais, onde é também celebrado o rito bizantino pela Igreja Greco-Católica Melquita. Seu atual pároco é Padre George Rateb Massis.